# Bloomfield (Nouveau-Mexique)
Pour les articles homonymes, voir Bloomfield.
Bloomfield (Naabiʼání en navajo) est une ville dans le comté de San Juan, au Nouveau-Mexique. Elle fait partie de la région métropolitaine de Farmington. La population s'élevait à 8 112 habitants au recensement de 2010.

## Points d'intérêt
Le musée et le village des ruines de Salomon à l'ouest de la ville le long de la route 64. Ces ruines sont les restes d'un village Anasazi du XIIe siècle, ouvertes au public.
Les ruines Aztec, environ 15 miles au nord de la ville d'Aztec, au nord de Bloomfield, ainsi que le canyon Chaco à 50 miles au sud, classé au patrimoine de l'Humanité de l'UNESCO, sont deux sites proches de la ville.

## Source
- (en) Cet article est partiellement ou en totalité issu de l’article de Wikipédia en anglais intitulé « Bloomfield, New Mexico » (voir la liste des auteurs).